# Centre Catòlic de Blanes
Centre Catòlic de Blanes fou una entitat fundada a Blanes el març de 1906 a la parròquia de Santa Maria de Blanes. Aquesta associació pretenia encaminar tot el jovent de la població a seguir els ideals del catolicisme i a fer actes culturals i recreatius per la gent del poble, però sempre seguint els ideals catòlics i sovint dretans, raó per la qual va mantenir certa rivalitat amb la Casa del Poble de Blanes. Ha estat activa en la promoció i suport a associacions com la sardanista o la pessebrista entre d'altres, esdevenint bressol d'entitats i persones interessades en la música, la poesia i la literatura en general.
El 2006 va rebre la Creu de Sant Jordi.